# Битва на небесах
«Битва на небесах» (исп. Batalla en el cielo) — драма Карлоса Рейгадаса о преступлении и наказании, разворачивающаяся на улицах Мехико.

## Сюжет
Рабочий Маркос и его жена похищают ребёнка ради выкупа, но младенец умирает. В другом мире живёт Ана, дочь генерала, которого Маркос возит. Ана ради удовольствия готова переспать с любым мужчиной, и Маркос, ищущий душевного облегчения, открывает ей свою вину.

## В ролях
| Актёр             | Роль         |
| ----------------- | ------------ |
| Маркос Эрнандес   | Маркос       |
| Анапола Мушкадис  | Ана          |
| Берта Руис        | жена Маркоса |
| Давид Борнстейн   | Давид        |
| Росалинда Рамирес | Вики         |

## Интересные факты
- Сценарий «Битвы на небесах» написан по мотивам мексиканских новостей[2].
- В фильме «Битва на небесах» снимались исключительно непрофессиональные актёры.
- Премьера «Битвы на небесах» состоялась 15 мая 2005 года в рамках 58-го Каннского кинофестиваля. Картина участвовала в основном конкурсе[3].
- В «Битве на небесах» главному герою Маркусу тяжелее всего было сниматься  в сцене, когда он идёт босиком по городу. Откровенные сексуальные сцены никак его не смущали, но необходимость идти босым по улицам Мехико, когда прохожие кричали ему вслед, что он сумасшедший — это было трудно[2].